# 索蘇利夫卡
48°55′6″N 25°50′4″E / 48.91833°N 25.83444°E
索蘇利夫卡（羅馬化：Sosulivka）是位於烏克蘭西部特諾皮爾州喬爾特基夫區的村莊，始建於十五世紀，面積1.02平方公里，2001年人口1,170，人口密度每平方公里1,019人。